# Matthew A. Cherry
Matthew Alexander Cherry (* 14. Dezember 1981 in Chicago, Illinois) ist ein US-amerikanischer Regisseur und ehemaliger American-Football-Spieler auf der Position des Wide Receivers. Sein Film Hair Love wurde 2020 für den Oscar in der Kategorie bester animierter Kurzfilm ausgezeichnet.

## Karriere
Cherry besuchte von 2000 bis 2003 die University of Akron, wo er für die Akron Zips College Football spielte. Insgesamt fing er 149 Pässe für 1997 Yards. 2003 wurde er ins 2nd-team All-MAC gewählt, das gleiche Jahr, in dem er als Punt Returner den Schulrekord für Punt-Return-Yards in einer Saison (305) aufstellte und auch drei Punts zum Touchdown zurücktrug. Im Anschluss ging er in die National Football League (NFL), wo er zwischen dem aktiven Kader und dem Practice Squad der Jacksonville Jaguars, Cincinnati Bengals, Carolina Panthers und Baltimore Ravens wechselte. Er spielte jedoch nie in einem Spiel.
2007 beendete er seine NFL-Karriere und lehnte Angebote aus der Canadian Football League (CFL) ab, um in die Filmindustrie zu wechseln. Seinen ersten größeren Erfolg erzielte er mit dem ausschließlich auf dem iPhone 6 gefilmten Film 9 Rides. Sein Film Hair Love gewann 2020 den Oscar in der Kategorie bester animierter Kurzfilm. Dieser wurde mit 300.000 US-Dollar finanziert, die zuvor bei Kickstarter.com gesammelt wurden, der höchste je erreichte Betrag für einen Kurzfilm auf der Plattform.